# San Juan de la Rambla
San Juan de la Rambla è un comune spagnolo di 4 782 abitanti situato nella comunità autonoma delle Canarie.